# Jacobus Catharinus Cornelis den Beer Poortugael

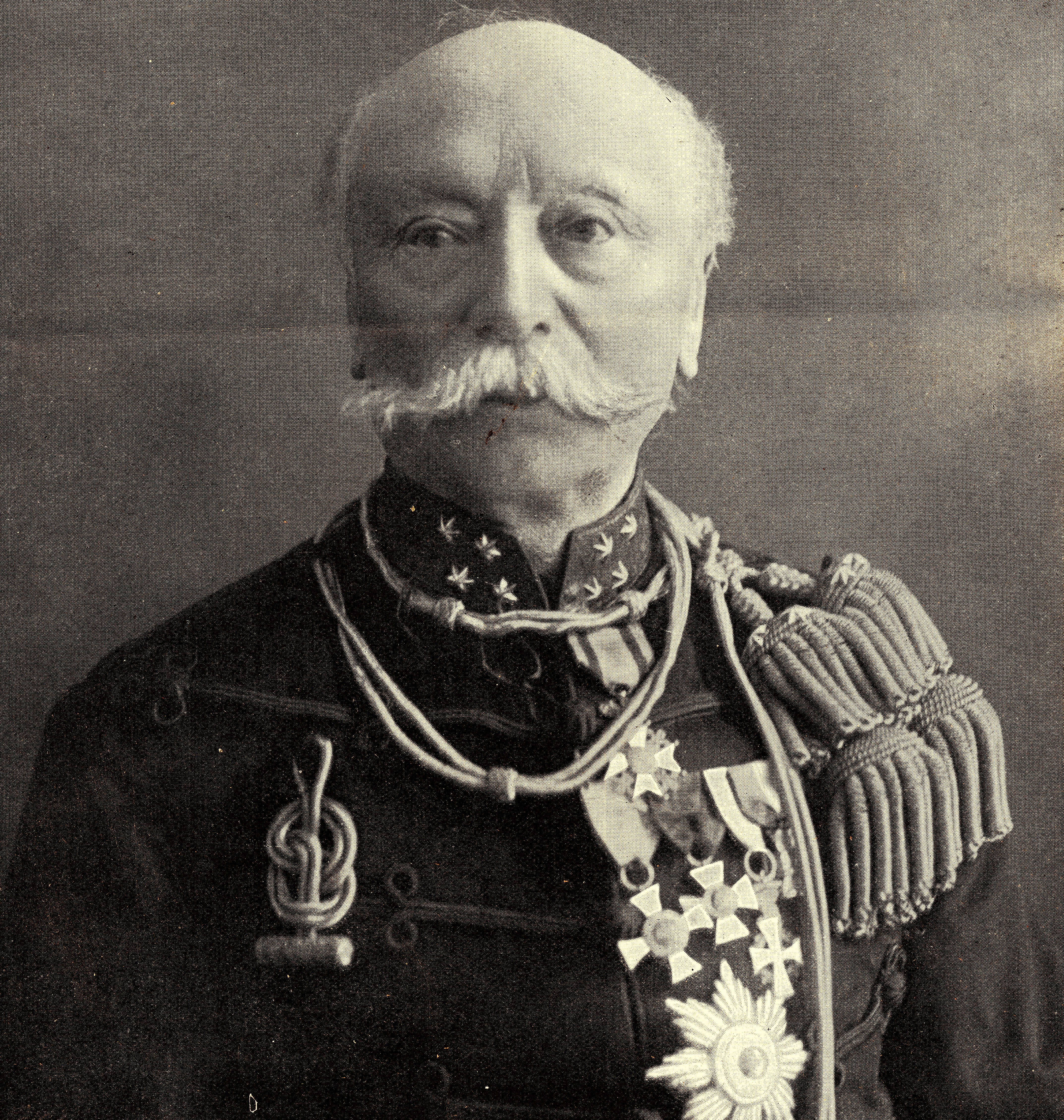
Jacobus Catharinus Cornelis den Beer Poortugael (1905)

Jonkheer Jacobus Catharinus Cornelis den Beer Poortugael (* 1. Februar 1832 in Leiden, Provinz Zuid-Holland; † 30. Januar 1913 in Den Haag) war ein niederländischer Offizier des Königlichen Heeres und liberaler Politiker, der unter anderem im Kabinett Kappeyne van de Coppello 1879 Kriegsminister war. Er war zuletzt Generalleutnant sowie zwischen 1892 und seinem Tode 1913 Mitglied des Staatsrates (Raad van State). Er beteiligte sich aktiv als Publizist an Diskussionen über die niederländische Verteidigung und verfasste Veröffentlichungen zum Thema Kriegsrecht. 1903 erfolgte als Jonkheer seine Erhebung in den Adelsstand.

## Leben
Jacobus Catharinus Cornelis den Beer Poortugael war der Sohn des Offiziers und Dichters Diederik Jacobus den Beer Poortugael (1800–1879) und absolvierte eine Offiziersausbildung an der Königlichen Militärakademie KMA (Koninklijke Militaire Academie) in Breda. Er fand in den folgenden Jahren zahlreiche Verwendungen als Offizier der Infanterie und Stabsoffizier des Heeres (Koninklijke Landmacht). Nach dem Tode von Jan Karel Hendrik de Roo van Alderwerelt am 29. Dezember 1878 und einer kommissarischen Amtsführung durch Marineminister Hendrikus Octavius Wichers übernahm er am 1. Februar 1879 den Posten als Kriegsminister (Minister van Oorlog) im Kabinett Kappeyne van de Coppello. Er konnte den Amtseid krankheitsbedingt jedoch erst am 15. Februar 1879 ablegen und bekleidete das Amt bis zum Ende der Amtszeit von Ministerpräsident Joannes Kappeyne van de Coppello am 20. August 1879.
Als Nachfolger von Oberst Matthias C. F. Simon wurde den Beer Poortugael 1883 Kommandant der Koninklijke Militaire Academie und verblieb auf diesem Posten bis zu seiner Ablösung durch Oberst Lodewijk Gustaaf Berends 1885. 1884 kandidierte er für die Liberalen im Wahlkreis Breda für ein Mandat in der Zweiten Kammer der Generalstaaten (Tweede Kamer der Staten-Generaal), des Unterhauses der Generalstaaten (Staten-Generaal), unterlag jedoch den Kandidaten der Katholiken (Rooms-Katholieken), Herman Agatho des Amorie van der Hoeven und Herman Schaepman. Er wurde am 15. Februar 1885  zum Generalmajor (Generaal-majoor der infanterie) befördert und war daraufhin erst Generalinspekteur für militärische Ausbildung sowie zwischen 1887 und 1889 Befehlshaber der 3. Division in Breda. Danach übernahm er am 1. Mai 1889 den Posten als Kommandant der Stellung von Amsterdam und fungierte zugleich bis zum 1. August 1892 als Befehlshaber der 1. Militärischen Abteilung, die für Verteidigung der Provinzen Noord- und Zuid-Holland sowie den Norden der Lek und der Nieuwe Maas zuständig war.
Nach seiner Beförderung zum Generalleutnant (Luitenant-generaal der infanterie) im besonderen Dienst im Juli 1892 wurde J. C. C. den Beer Poortugael durch Königliches Dekret (Koninklijk besluit) vom 30. Juli 1892 zum Mitglied des Staatsrates (Raad van State) ernannt und gehörte diesem vom 1. August 1892 bis zu seinem Tode am 30. Januar 1913 an. Im Staatsrat war er Mitglied der Kriegsabteilung sowie Mitglied der Abteilung für Wasserwirtschaft, Handel und Industrie. 1899 gehörte er der Regierungsdelegation bei der 1. Haager Friedenskonferenz an. Am 15. Januar 1903 erfolgte als Jonkheer seine Erhebung in den Adelsstand. 1906 wurde er schließlich Mitglied der Regierungsdelegation bei der Konferenz des Roten Kreuzes und war 1907 auch Mitglied der 2. Haager Friedenskonferenz.

## Veröffentlichungen
Den Beer Poortugael beteiligte sich aktiv als Publizist an Diskussionen über die niederländische Verteidigung und verfasste Veröffentlichungen zum Thema Kriegsrecht. Zudem verfasste er Artikel in den Zeitschriften Militaire Spectator, Orgaan van de Vereeniging ter Beoefening van de Krijgswetenschap und De Gids. Zu seinen Veröffentlichungen gehören:
- De krijgsgeschiedenis der Ouden, 1859
- Hoe moeten de schutterijen in Nederland worden zamengesteld en ingerigt?, 1862
- Neêrland's legervorming bij vermeerdering van militie, 1867
- Duitschlands legeraanvoering in 1870, 1871
- Het oorlogsrecht, 1872
- Onze Kustverdediging, 1875
- Neêrland's belang bij de Conferentiën te Brussel en St.-Petersburg, 1875 (Onlineversion)
- Amsterdam in staat van beleg!, 1878
- De noodzakelijkheid tot Grondwetsherziening voor de defensie, 1879
- De militaire jurisdictie, 1881
- Het oorlogsracht, of Het recht en de gebruiken in den oorlog te land en ter zee, alsmede de rechten en plichten der neutralen, 1882
- Grondwetsherziening urgent, 1883
- Krijgsgebruiken in den oorlog te land en de rechten der neutralen, 1886, Neuauflage 1893
- Het internationaal maritiem recht, 1888
- Oorlogs- en neutraliteitsrecht op den grondslag van de Conferentie van Genève in 1906 en de twee Haagsche vredes-conferentiën, 1907

## Hintergrundliteratur
- V. A. J. Klooster, B. Schoenmaker: De vredelievendste oorlogsman. Levensschets en dagboeknotities van generaal J.C.C. den Beer Poortugael, 2022, ISBN 978-94-6455-007-8, S. 101 (Onlineversion (Auszug))